# Leon Schidlowsky
Jorge León Schidlowsky Gaete (Santiago de Chile, 21 de julio de 1931 - Tel Aviv, 10 de octubre de 2022) fue un compositor y pintor chilenoisraelí. Compuso obras para orquesta, conjuntos de cámara, para coro, para instrumentos solos como el piano, el violín, el chelo, la flauta, la mandolina, la guitarra, el arpa, el órgano y cerca de 65 obras musicales con notación gráfica. Sus obras musicales han sido ejecutadas en diversos países como Alemania, Argentina, Chile, Estados Unidos, Francia, Holanda, Inglaterra, Israel, Italia, Venezuela y por diversas orquestas, grupos musicales y solistas, con directores como Aldo Ceccatto, Errico Fresis, Juan Pablo Izquierdo, Erhard Karkoschka, Herbert Kegel, Lukas Foss, Zubin Mehta, Hermann Scherchen, Ingo Schulz y Klaus Vetter. Sus obras musicales gráficas, como también sus pictóricas, han sido expuestas en diversas exposiciones, sobre todo Alemania, como en la Stadtgalerie Stuttgart, la Kunsthaus Hamburg, el Wilhelm-Hack-Museum, Ludwigshafen, y la Stadtgalerie Saarbrücken.

## Biografía
Sus estudios secundarios los hace en el Instituto Nacional de Santiago de Chile. Los estudios musicales en el Conservatorio Nacional de la Universidad de Chile: piano con el profesor Roberto Duncker (entre 1942 y 1948) y más tarde, composición con Juan Allende-Blin y Fré Focke. Al terminar su formación secundaria estudia en la Universidad de Chile Psicología y Filosofía, no terminando sus estudios, ya que decide viajar a Europa para continuar su aprendizaje musicale. Entre 1952 y 1954 estudia en la Nordwestdeutsche Musikakademie (más tarde se llamará Hochschule für Musik Detmold) de la ciudad de Detmold, Alemania, que en esos tiempo una de las más importantes academias para el estudio de la música de vanguardia. Allí conoce a su futura mujer Susanne, con quien se casa en 1953. Juntos van a tener 5 hijos: David, Elias, Judith, Yuval y Noam. A fines de 1954 vuelve a Chile.

## Chile (1954-1968; 2014)
Poco tiempo después de su vuelta entra a la agrupación Grupo Tonus, de la que va a ser su director ente 1958 y 1961. Este grupo busca divulgar la música contemporánea de vanguardia en Chile. En 1956 compone "Nacimiento", la primera obra electroacústica de Chile y América Latina. Entre 1955 y 1959 fue miembro del British Council en Santiago y entre 1956 y 1961 fue consejero musical del grupo de pantomimas Grupo Noiswander. En 1961 es nombrado director de la Biblioteca del Instituto de Extensión Musical de la Universidad de Chile. Entre 1961 y 1963 es elegido Secretario General de la Asociación Nacional de Compositores de Chile. 
En 1963 León Schidlowsky asume el puesto de Director del Instituto de Extensión Musical por tres años. Durante esta época el Instituto tuvo un auge significativo. Se ejecutaron por primera vez una serie de obras musicales nunca antes interpretadas en Chile, y por lo menos una obra de un compositor chileno por año. Además visitaron el país una serie de directores, orquestas y solistas famosos en el mundo lo que llevó aun enriquecimiento de la cultura musical del país. En 1964 es miembro del "Jurado para Composiciones" junto con Luigi Dallapiccola y Alberto Ginastera en una competición musical en Buenos Aires, Argentina. En el mismo año participa en el simposio de música "América Latina y la música de nuestros tiempos" en la ciudad de Lima, Perú.
En 1965 es nombrado Profesor de Composición en el Conservatorio Nacional de la Universidad de Chile. En 1966 participa en el Interamerican Festival en Washington D. C., EUA. En el mismo año participa en el Festival Interamericano de Música en Caracas, Venezuela. En 1967 participa en el Festiva de Música de América y España, en la ciudad de Madrid. En 1968 participa en Mérida, Venezuela, en un simposio de música (bajo el título "El compositor en nuestro tiempo") en el “Festival de los Tres Mundos” con el compositor polaco Krzysztof Penderecki y el italiano Luigi Nono. La ciudad de Mérida lo nombra Huésped distinguido de la ciudad. A fines del mismo año recibe la Beca Guggenheim de la John Simon Guggenheim Memorial Foundation , viviendo una época en Europa, sobre todo en Alemania.
En agosto de 2014 recibe el Premio Nacional de Artes Musicales de Chile.

## Israel
En 1969 fue nombrado Profesor de Composición y Teoría de la Música en la Samuel Rubin Academy of Music de la Universidad de Tel Aviv, cargo que mantuvo hasta 2006. Durante este tiempo dictó también diversas conferencias en Berlín, Hamburgo y Stuttgart (Alemania), Viena (Austria), Lund (Suecia), Zaragoza (España). En 1979 tomó un año sabático que lo paso en Hamburgo. Durante varias épocas Schidlowsky fue becado por el DAAD o paso temporadas en Berlín, donde compuso y pinto. En 1999, durante una de esas estadías, falleció su mujer Susanne, que fue enterrada en Tel Aviv.
Recibió diversos galardones, como premios por obra o menciones honrosas en diversos Festivales de Música Chilena y varias de sus obras recibieron en Chile el Premio CRAV. En 1996 recibió el Primer Premio en la Competición para el 60.º aniversario de la Orquesta Filarmónica de Israel con su obra Absalom y en 2000 el Premio-Acum por toda su obra, otorgado por la Asociación de Compositores de Israel. Un año más tarde, durante una visita a Chile, la Orquesta de Cámara le confiere la calidad de Miembro Honorario, la Universidad de Chile lo nombra Profesor Honorario de la Facultad de Artes y el Ministerio de Educación de Chile le concede la Orden al Mérito Docente y Cultural “Gabriela Mistral” en el Grado de “Caballero”. En junio de 2007 recibe el Premio Engel de la ciudad de Tel Aviv por la originalidad de su obra y sus investigaciones sobre la música judía. 
León Schidlowsky dictó cursos de composición en diversos países (entre ellos España, Suecia y Alemania) y creó e influenció una generación de compositores en Israel, entre ellos Avraham Amzallag, Chaya Arbel, John Bostock, Mary Even-Or, Rachel Galinne, Betty Olivero, Jan Radzynski, Ruben Seroussi, Ron Weidberg, Moshe Zorman.

## Obras
En mucha de las obras de León Schidlowsky están presentes su identidad judía, la historia, la cultura y la tragedia judaica, como también su interés por la historia y la situación política y social en Chile y resto de América. A su vez, hay una fuerte repercusión de la experiencia personal que le ha tocado vivir, como el fallecimiento de su esposa Susanne (en 1999) o el de su hijo Elías (2004). Pero también han dejado su marca el destino de amigos personales, profesionales cercanos o personalidades y eventos políticos. Todo esto está reflectado en una obra muy singular y personal, muy intensiva y dramática.
Como admirador de Arnold Schönberg, comienza su carrera de compositor en la tradición musical de la Segunda Escuela de Viena. Más tarde utiliza técnicas seriales, y experimenta con sonidos libres (atonalidad, aleatoria, notación gráfica), pero siempre con la premisa de que la música tiene sobre el absoluto artístico un significado más profundo y es un camino para que el ser humano se abra y encuentre a sí mismo. “La música de por si”- dice Schidlowsky – “no tiene un solo significado. En ella se encuentran todos los sentidos, todas las preguntas y respuestas. Yo creo que el arte es un camino hacia nosotros mismos”.
Algunos ejemplos de su obra:
- Caupolicán, [(texto de Pablo Neruda), narrador, coro mixto, 2 pianos, 6 percusión]
- Tríptico, [orquesta]
- Kristallnacht, [(texto: fragmentos de un rezo judío tradicional), tenor, coro de hombres, orquesta]
- Invocation, [(texto del compositor), soprano, narrador, orquesta]
- Llaqui, [texto de Javier Heraud], narrador, orquesta]
- New York, [orquesta]
- Epitafio para Hermann Scherchen, [orquesta]
- Amereida, [1: Llaqui (texto de Javier Heraud), narrador, orquesta; 2: Memento (texto de Javier Heraud), soprano, orquesta; 3: Ecce Homo (texto del compositor basado en fragmentos de textos del Che Guevara) alto, orquesta]
- In Eius Memoriam, [orquesta]
- Amerindia, [1: Preludio, orquesta; 2: Los heraldos negros [texto de César Vallejo], narrador, orquesta; 3: Sacsahuamán, orquesta; 4: Era el crepúsculo de la iguana [texto de Pablo Neruda], narrador, orquesta; 5: Yo vengo a hablar [texto de Pablo Neruda], narrador, orquesta]
- Nacht, [(texto del compositor), coro mixto]
- Lux in Tenebris, [orquesta]
- Missa in Nomine Bach, [(texto de la Misa), coro mixto, conjunto de cámara (8 ejecutantes)]
- In memoriam Luigi Nono, [viola, violonchelo, bajo doble]
- Arabesque, [flauta travesal]
- Three Dialogues, [2 violines]
- Serenata, [mandolina]
- Silvestre Revueltas, [(texto de Pablo Neruda), oratorio, para narrador y orquesta de cámara]
- Prelude to a Drama, [orquesta]
- 'Partita, [chelo]
- Absalom, [orquesta]
- In memoriam Jorge Peña, [(texto del compositor), narrador, orquesta]
- And death shall have no dominion, [orquesta]
- Job, [orquesta]
- L´inferno, [orquesta]
- In memoriam György Ligeti, [orquesta]
- Nocturno, [(Texto: Pablo Neruda), narrador y orquesta]
- Soledad, [(Texto: quechua en español), para voz, oboe, corno, chelo]
- Lautaro, [(Texto: Pablo Neruda), narrador y orquesta]
- Valparaíso, [(Texto: Álvaro Gallegos), narrador y orquesta]

Ejemplos de sus diversas obras musicales con notación gráfica
- Kolot, [arpa]
- Actions for Piano, [piano]
- Vera la morte, [(texto de Cesare Pavese), voz, percusión]
- Trigon, [violín (viola), violonchelo, piano]
- Hommage to Picasso, [(texto de Gertrude Stein), voz)
- Tetralog, [1: Música para piano y vientos; 2: Música para piano y cuerdas; 3: Música para piano y percusión; 4: Música para piano y voz]
- Dadayamasong [(texto de Franz Mehring), soprano, saxofón, piano, percusión]
- Missa Sine Nomine (In Memoriam Víctor Jara), [1: Bereschít bará elohím et haschamáim weét haáretz (texto de la Biblia), 2 coros mixtos, percusión; 2: Kyrie eleison, gran coro mixto; 3: Lied (texto de George Grosz), narrador, órgano; 4: Gloria, gran coro mixto, 4 gongs [1 ejecutante]; 5: Chile (texto del compositor), 20 voz mixtas; 6: Credo, narrador, gran coro mixto, órgano, 4 tímpanos bajos (1 ejecutante); 7: Benedictus, 36 voces mixtas, 4 cymbals colgados (1 ejecutante); 8: Ich komme (texto de Vladímir Mayakovski), 36 voces mixtas; 9: Dona nobis pacem, gran coro mixto; 10: Babel (texto de la Biblia), 6 sopranos, 6 altos, 4 tenores, 4 bajos; 11: Epilog (texto de la Biblia), narrador, pequeño coro mixto, gran coro mixto, órgano, 4 percusionistas]
- Palindrom, [coro de mujeres]
- Am Grab Kafkas, [(texto de Franz Kafka), voz femenina (+ crotales]
- Greise sind die Sterne geworden, [(textos de Heinrich Heine, Georg Trakl, Else Lasker-Schüler, Mascha Kaléko, Erich Fried, Novalis, la Biblia), soprano, alto, barítono, narrador, coro mixto, piano, órgano, arpa, celesta, 3 percusionistas]
- Deutschland ein Wintermärchen, [(textos del compositor) coro, narrador, solista, piano, percusión y conjunto de cámara]

Entre la enorme cantidad de sus obras se destacan tres óperas: 
- Die Menschen, (ópera en 4 actos, libreto del compositor, según Walter Hasenclever)
- Der Dybbuk, (ópera en 3 actos, libreto del compositor, según Shloime Anski
- Before Breakfast, (ópera en un acto, libreto del compositor, según Eugene O'Neill).

## Discografía
- León Schidlowsky: "Obras sinfónicas". Compositores chilenos Vol. 4. Academia Chilena de Bellas Artes. Santiago de Chile 2013. CD 7126709014223
- "Leon Schidlowsky zum 75. Geburtstag. Werke von 1952 bis 2005. Live-Aufnahmen aus Emmaus-Kirche, Berlin-Kreuzberg, 23/24.9.200 und 16/17.9.2006". musikart Ingo Schulz, CD 4260031182342
- "Leon Schidlowsky: Greise sind die Sterne geworden. Eine moderne Passion. Mitschnitt der Uraufführung vom 25.3.2000". Musikart Ingo Schulz, CD 4012831190634
- "Leon Schidlowsky: Misa sine nomine. Konzertmitschnitt vom 12. Septerber 1998". CD 4012831190436